# 2MASS J00062050-1720506
2MASS J00062050-1720506 ist ein Brauner Zwerg im Sternbild Walfisch. Er wurde 2003 von Tim R. Kendall et al. entdeckt. 2MASS J00062050-1720506 gehört der Spektralklasse L2,5 an.